# Spirobolomyia flavipalpis
Spirobolomyia flavipalpis är en tvåvingeart som först beskrevs av Aldrich 1916.  Spirobolomyia flavipalpis ingår i släktet Spirobolomyia och familjen köttflugor. Inga underarter finns listade i Catalogue of Life.